# الناصر القطاري
الناصر القطاري و اسمه الكامل محمد الناصر القطاري، مولود في 17 ماي 1943 بصيادة هو مخرج سينمائي تونسي.
زاول القطاري دراساته في باريس بالمعهد العالي للدراسات السنيمائية وبالمعهد الحر للسنيما وبجامعة السوربون ثم انقل إلى روما أين درس بالمركز التجريبي للسنيما - Centro sperimentale di cinematografia.
أخرج العديد من الأشرطة القصيرة من بينها: Show 5000 (سنة 1968)، Prenons la ville (سنة 1973) قبل أن يقوم بإخراج أول فيلم طويل له سنة 1975 وهو من تأليفه تحت عنوان السفراء الذي مكّنه من التحصّل على جائزة التانيت الذهبي لأيام قرطاج السينمائية سنة 1976.
سنة 1981 كان القطاري المساعد الأوّل لستيفن سبيلبرغ عندما صور مشاهد من سارقو التابوت الضائع في تونس. انتظر القطاري 25 سنة حتى يخرج شريطه الثاني حلو ومر وقد أحرز به عل التانيت البرونزي لأيام قرطاج سنة 2000.
أنتج القطاري بعض الأفلام من بينها شريط فاطمة، جزائرية داكار سنة 2004 وهو من سيناريو الطاهر شريعة.

## روابط خارجية
- الناصر القطاري على موقع IMDb (الإنجليزية)
- الناصر القطاري على موقع ألو سيني (الفرنسية)
- الناصر القطاري على موقع أول موفي (الإنجليزية)
- الناصر القطاري على موقع قاعدة بيانات الأفلام السويدية (السويدية)
- الناصر القطاري على موقع قاعدة بيانات الفيلم (الإنجليزية)
- الناصر القطاري على موقع كينوبويسك (الروسية)